# Фредерик Коплстон: Историја филозофије (1946-75)
 Историја филозофије  је Историја западне филозофије у једанаест томова коју је написао енглески језуитски свештеник Фредерик Чарлс Коплстон.
Коплстонова историја даје широк преглед западне филозофије од предсократоваца до Дјуиа, Расела, Мура Сартра и Мерло-Понтија. Првих девет томова, првобитно су објављени између 1946. и 1974. године, били су написани за католички семинар студентима са циљем "снабдевања католичког црквене семинара са радом који би требало да буде нешто детаљнији и ширих размера у односу на уџбенике, који су најчешће били у употреби, а који је истовремено требало да настоји да покаже логички развој и повезивање филозофских система. " Десети том је додат 1986., а једанаести је заправо збирка есеја који су се појавили 1956. године као  Савремена филозофија .
У једанаест томова римокатолик Коплстон не скрива своју (Томистичку) тачку гледишта. Опште прихваћено је да је Коплстонов третман фер и комплетан, чак и према филозофским позицијама које он не подржава.

## Преглед садржаја
У наставку је сажетак садржаја (не пуни садржај) за једанаест томова:

### Том 1: Грчка и Рим
- Пресократовци
- Сократов период
- Платон
- Аристотел
- Пост-аристотеловска филозофија

### Том 2: Од Августина до Скота
- Средњовјековни утицаји (укључује Августин)
- Каролиншка ренесанса
- Десети, једанаести, и дванаести век
- Исламска и јеврејска филозофија
- XIII век (укључује Свети Бонавентура, . Свети Тома Аквински и Данс Скот)

### Том 3: Окам и Суарез
- XIV век (укључује Вилијам Окам)
- Филозофија Ренесансе (укључује Френсис Бејкон)
- Схоластика и ренесанса (укључује Франсиско Суарез)

### Том 4: Декарт и Лајбниц
- Рене Декарт
- Блез Паскал
- Никола Малбранш
- Барух Спиноза
- Готфрид Лајбниц

### Том 5: Од Хобса до Хјума
- Томас Хобс
- Џон Лок
- Исак Њутн
- Џорџ Беркли
- Дејвид Хјум

### Том 6: Од Волфа до Канта
- Француског просветитељство (укључује Жан-Жак Русо)
- Немачко просветитељство
- Развој филозофије историје (укључује Ђанбатиста Вико и Волтер)
- Кристијан Волф
- Имануел Кант

### Том 7: Од Фихтеа до Ничеа
- Јохан Готлиб Фихте
- Фридрих фон Шелинг
- Георг Вилхелм Фридрих Хегел
- Артур Шопенхауер
- Карл Маркс
- Серен Кјеркегор
- Фридрих Ниче

### Том 8: Од Бентама до Расела
- Британски Емпиризам (укључује Џон Стјуарт Мил и Херберт Спенсер)
- Идеалистички покрет у Великој Британији (укључује Франсис Херберт Бредли и Бернар Босанкует)
- Идеализам у Америци (укључује Јосија Ројс)
- Прагматичарски покрет (укључује Чарлс Сандерс Перс, Вилијам Џејмс и Џон Дјуи)
- Буне против идеализмА (укључује Џорџ Едвард Мура и Бертранд Расел)

### Том 9: Од Мејн де Бирана до Сартра
- Од Француске револуције до Огиста Конта (укључује Мејн де Биран)
- Од Огиста Конта до Анрија Бергсона
- Од Анрија Бергсона до Жан-Пол Сартра (укључује Морис Мерло-Понтија)

### Том 10: Руска Филозофија
Ова и следеће књиге су укључене само у Континуум издању. Доубледај издање садржи само оригиналних девет томова.
- Ивана Киреевски, Питер Лавров, и други Руски филозофи
- Филозофија: Достојевски и Толстој
- Религија и филозофија Владимира Соловјева
- Плеханов, Богданов, Лењин и марксизам
- Николај Берђајев и други филозофи у егзилу

### Том 11: Логички позитивизам и егзистенцијализам
Укључена као Том 11 у издању, ово је заправо збирка есеја, који су се појавили 1956. године као  Савремена филозофија . Она покрива логички позитивизам и егзистенцијализам.

## Издања
- Copleston, Frederick (1946). A History of Philosophy. Great Britain: Continuum. ISBN 978-0-8264-6948-9.